# فونسدورف
فونسدورف (به آلمانی: Fohnsdorf) یک منطقهٔ مسکونی در اتریش است که در مورتال واقع شده‌است. فونسدورف ۵۴٫۶۲ کیلومتر مربع مساحت دارد ۷۳۶ متر بالاتر از سطح دریا واقع شده‌است.